# Théorème de Cotes (moyenne harmonique)
Pour les articles homonymes, voir Théorème de Cotes.

Illustration du théorème de Cotes pour un point extérieur de la conique. Pour chaque droite du faisceau, la moyenne harmonique relativement à P des points d'intersection avec la courbe reste sur la droite en bleu continu

En géométrie algébrique, le théorème de Cotes sur les moyennes harmoniques est une propriété remarquée par Roger Cotes concernant les courbes algébriques et leurs intersections par des faisceaux de droites concourantes.
Pour  des points Mi situés sur une droite (d) munie d'un repère d'origine P, on appelle moyenne harmonique de l'ensemble des points relativement à P, le point MH dont l'abscisse est la moyenne harmonique de leurs abscisses.
Cotes a remarqué que, si l'on mène dans le plan d'une courbe algébrique plane une série de droites passant par un point fixe P, et si l'on prend pour chacune de ces transversales, la moyenne harmonique relativement à P des points d'intersection avec la courbe, tous ces points moyens seront sur une même droite.

## Principe de démonstration
Une démonstration possible s'appuie sur fait que, pour un polynôme de degré n sans racine nulle, la somme des inverses des racines est égale à l'opposé du quotient du coefficient du terme de degré 1 par le coefficient constant.
Pour un point P donné et une courbe algébrique de degré n ne passant pas par P, on considère l'équation de la courbe dans un repère d'origine P, F(x , y) = 0. On considère des droites passant par P de vecteurs directeurs {\displaystyle {\vec {u}}=(\cos \theta ,\sin \theta )} et rencontrant la courbe en n points. Si la droite est munie du repère {\displaystyle (P,{\vec {u}})}, les abscisses des points d'intersections sont les racines du polynôme en λ, {\displaystyle F(\lambda \cos \theta ,\lambda \sin \theta )}. Son coefficient constant est F(0,0) et son coefficient de degré 1 est une combinaison linéaire des fonctions cosinus et sinus. On a donc 
{\displaystyle {\frac {1}{n}}(\lambda _{1}+\lambda _{2}+\cdots +\lambda _{n})=-{\frac {a}{nF(0,0)}}\cos(\theta )-{\frac {b}{nF(0,0)}}\sin(\theta )=r\cos(\theta -\varphi )}
où r et φ sont des constantes indépendantes de θ.
Le point MH a donc pour coordonnées
{\displaystyle \left({\frac {1}{r\cos(\theta -\varphi )}}\cos \theta ,{\frac {1}{r\cos(\theta -\varphi )}}\sin \theta \right)}.

Illustration du théorème de Cotes pour un point intérieur de la conique. Pour chaque droite du faisceau, la moyenne harmonique relativement à P des points d'intersection avec la courbe reste sur la droite en bleu continu

Il est donc situé sur la droite passant par le point {\displaystyle H\left({\frac {\cos \varphi }{r}},{\frac {\sin \varphi }{r}}\right)} et perpendiculaire à (PH).
La propriété est valable tant pour des moyennes harmoniques de nombres positifs que pour des moyennes harmoniques comportant des termes négatifs à condition que la somme des termes ne soit pas nulle. 

## Contexte historique
Ce théorème est énoncé par Roger Cotes. Il est trouvé dans les papiers du savant, après sa mort en 1716, par son cousin mathématicien Robert Smith, qui le transmet, sans démonstration, à Colin Maclaurin. Ce dernier en propose deux démonstrations, une géométrique et une algébrique dans son De linearum géometricarum proprietatibus generalibus tractatus de 1748
Ce théorème généralise le théorème de Newton sur les diamètres qui traite de la moyenne arithmétique des points d'intersection pour un faisceau de droites parallèles. Il suffit pour passer de ce théorème à celui de Newton de faire glisser le point P sur la droite directrice du futur faisceau de parallèles. Quand le point P part vers l'infini la moyenne harmonique des points d'intersection relativement à P a pour limite l'isobarycentre de ces points. Le faisceau de droites concourantes en P tend alors vers un faisceau de droites parallèles. 